# Brad McDonald (taekwondo)
Brad McDonald es un deportista australiano que compitió en taekwondo. Ganó una medalla de bronce en el Campeonato Asiático de Taekwondo de 1976, en la categoría de –74 kg.

## Palmarés internacional
| Campeonato Asiático | Campeonato Asiático   | Campeonato Asiático | Campeonato Asiático |
| Año                 | Lugar                 | Medalla             | Categoría           |
| ------------------- | --------------------- | ------------------- | ------------------- |
| 1976                | Melbourne (Australia) | Medalla de bronce   | –74 kg              |